# South Australian Open 1988
Il South Australian Open 1988 è stato un torneo di tennis giocato sul cemento. È stata l'11ª edizione del Torneo di Adelaide, che fa parte del Nabisco Grand Prix 1988 e della categoria Tier V nell'ambito del WTA Tour 1988. Si è giocato ad Adelaide in Australia, quello maschile dal 28 dicembre 1987 al 5 gennaio 1988, quello femminile dal 28 novembre al  4 dicembre 1988.

## Campioni

### Singolare maschile
Mark Woodforde ha battuto in finale  Wally Masur con il punteggio di 6–2, 6–4

### Doppio
Darren Cahill /  Mark Kratzmann hanno battuto in finale  Carl Limberger /  Mark Woodforde con il punteggio di 4–6, 6–2, 7–5

### Singolare
Jana Novotná ha battuto in finale  Jana Pospíšilová con il punteggio di 7–5, 6–4

### Doppio
Sylvia Hanika /  Claudia Kohde Kilsch hanno battuto in finale  Lori McNeil /  Jana Novotná con il punteggio di 7–5, 6–7, 6–4